# Linosa
Linosa és una illa d'Itàlia pertanyent a l'arxipèlag de les iilles Pelàgiques, a Sicília.
Té una superfície de 5,43 km² i dista 42 km al nord-est de Lampedusa, a la qual constitueix l'ajuntament de Lampedusa i Linosa que compta 6.304 habitants al lliure consorci comunal d'Agrigent.
El nom de l'illa prové del grec Strabone i després de Plini el Vell a la Naturalis Historia com Aethusa, Αἰθοῦσσα i Algusa, Ἀλγοῦσσα en grec. El nom Lenusa apareix al segle XVI a l'obra del domenicà Tommaso Fazello. El nom Linosa en canvi neix el 1845 utilitzat pel cavaller Bernardo Maria Sanvinsente.

## Geografia

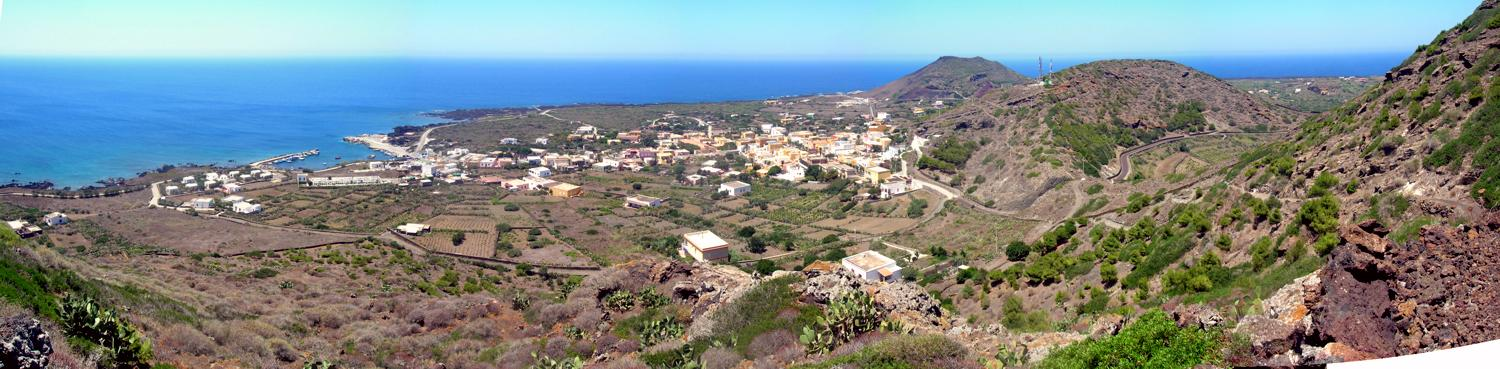
Panoràmica de l'illa

Linosa té una extensió de 5,4 km² i està situada al centre de la mar Mediterrània a 160 km al sud de la Sicília i 160 km a l'est de Tunísia.
Té forma quasi circular amb un desenvolupament coster d'11 km. A diferència de Lampedusa i Lampione, que fan part de la placa continental africana i deriven d'una fractura del continent mateix, Linosa no solament no és part de tal placa tectònica però és també d'origen volcànic i el seu edifici sorgeix a partir de mil cinc-cents metres de profunditat: efectivament, al contrari de Lampedusa i Lampione.

### Geologia
Els seus orígens són relativament recents: segons estudis geològics Linosa va emergir durant el Quaternari antic i deu la seva origen a les erupcions que van tenir lloc al llarg de la línia de fractura que corre entre la costa est de la Sicília i el litoral de Tunis.
La seva activitat eruptiva és al Plistocè.
El mateix eix volcànic ha donat origen, gràcies a una vulcanisme fonamentalment alcalí, a l'illa de Pantel·leria, que la seva porció sorgida representa la culminació d'estructures soterrades molt més potents.
A la història volcànica de l'illa és possible reconèixer quatre fases d'activitats i tres paleosòl testificats de fòssils.
Els cràters volcànics són tothora ben evidents: al centre de l'illa, baix i ampli (600 metros de diàmetre), s'estén el cràter principal, la Fossa del Cappellano, finalment conreat. Altres tres cons: monte Vulcano (195 m), monte Rosso (186 m), monte Nero (107 m), i un petit Craterino de 50 m a les pendent d'aquest darrer.

## Història

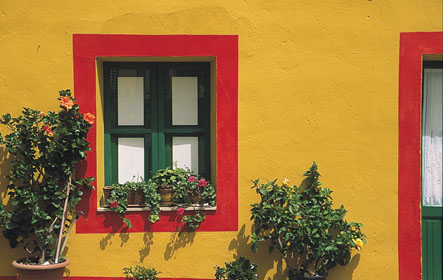
Les típiques habitacions de l'illa

A l'antiguitat aquesta va ser refugi per aquells que navegaven pel Mare nostrum: se cert que els Romans la van utilitzar durant les guerres púniques com arrelament, i els seus vestigis queden en les 150 cisternes construïdes per racons de l'aigua de pluja; a més, els fons de la mar són plens del contingut de bucs (vaixells) de l'època, que al llarg dels segles han fet naufragi. A les dominacions cartagineses i romananes, es van succeir dominacions àrabs i sarraïnes, normandes i finalment la corona catalanoaragonesa. Després d'aquest darrer període històric, l'illa quedades deshabitada i va servir com port de fortuna de la pirateria mediterrània.
En el 1555 una part de la flota de Carles V de tornada dona-la la victòria de Tunísia contra els turcs, va ser sorpresa d'un fort tempesta i alguns bucs van naufragar sobre els fons de Linosa.
En el 1630 el rei d'Espanya va concedir a la família dels Tomasi el títol de Príncep de Lampedusa i, per tant, el domini sobre Linosa. Al 1776 un dels Prínceps Tomasi va aconsellar al Rei de Nàpols de vendre les illes als anglesos, que es mostraven molt interessats en el valor estratègic, però el Rei no ho va concedir i les va comprar ell mateix del Príncep.
Al 1843 Ferran II de Borbó, Rei de les Dues Silícies, va donar encàrrec al cavaller Bernardo Maria Sanvinsente, capità de fregata, per la colonització les illes. Això fou el 22 setembre 1843 a Lampedusa i el 25 abril 1845, quan un primer nucli de trenta persones, compost d'algunes famílies d'hàbils artesans provenien d'Ustica, Agrigent i Pantel·leria (entre qui un diputat alcalde, una cura i un mèdic), embarcaren sobre l'illa. Els colons havien estat reclutats amb ban públic i haurien beneficiat una paga de tres tarì al dia i de l'ús gratuït de 80 salme de terra linosana (140 hectàrees aproximadament).
Poques van ser les atencions dedicades a l'illa del successiu Regne d'Itàlia i només que li comenci dels anys seixanta del segle XX Linosa comença a canviar rostre: arriben les primeres innovacions tècniques acompanyades d'un desenvolupament turístic. La SIP instal·la en el 1963 la primera central telefònica, en el 1967 entra en funció una central elèctrica, el 1968 va ser inaugurat el nou edifici de l'asil infantil, dedicat a Pietro Taviani, aquell del col·legi d'educació infantil i primària. Al 1983 la construcció de la planta de dessalinització va assegurar un continu proveïment d'aigua potable.

## Ambient
Linosa forma part de la reserva natural Illa de Linosa i Lampione, gestionada del Departament del Desenvolupament rural (que ha absorbit la Companyia boscos) de la Regió Siciliana.

### Flora

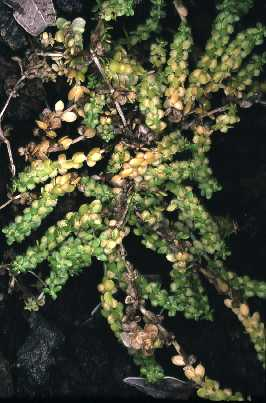
Herba creu de Linosa Valantia calba

Es present (Pistacia lentiscus, Euphorbia dendroides, Capparis spinosa, Thymus capitatus), Valantia calba, Limonium algusae, Erodium neuradiflorum var. linosae, Valantia muralis var. intricata, Galium mural var. calvescens qui s'afegeixen endemismi compartits amb altres illes veïnes quals Linaria pseudolaxiflora (present, oltreché Linosa, també a Malta), Oglifa lojaconoi (present també a Pantel·leria), i la Plantago afra ssp. zwierleinii (present a Linosa, Pantel·leria, Lampedusa i Malta).

### Fauna

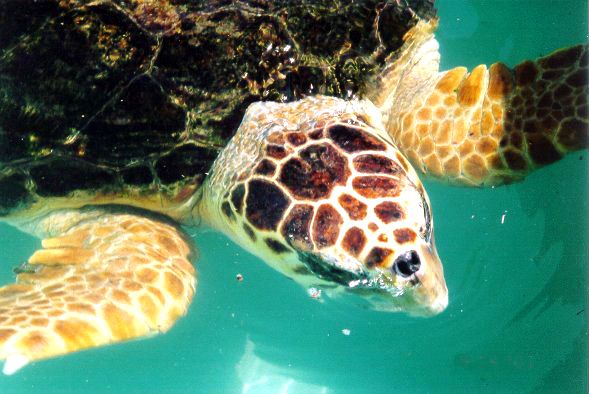
Caretta caretta

Destaca la Tortuga Caretta caretta.

## Economia
L'economia linosana és basada en l'agricultura, pesca i turisme.

### Transports
L'illa té un aeroport.
L'aeroport de Lampedusa és segurament la infraestructura més important pel turisme i la mobilitats dels habitants de linosa, però sobretot dels turistes d'arreu el món.

## Administració
Linosa està adscrita a l'ajuntament de Lampedusa i Linosa. L'alcalde i la resta de l'administració resideixen sobre l'illa de Lampedusa. A Linosa l'administració comunal és representada d'una delegat de l'alcalde.